# Break in Life
Break in Life – trzeci album studyjny zespołu Addiction Crew wydany w 2004 roku przez wytwórnię Earache.

## Lista utworów
1. „What About” – 2:51
2. „Shall Rise” – 3:09
3. „Callin'” – 2:56
4. „All” – 3:04
5. „Crack File” – 3:54
6. „Break In” – 3:34
7. „Higher” – 3:42
8. „Disconnect” – 3:06
9. „One Way Serial” – 3:30
10. „In A We Trust” – 3:40
11. „Damn Speaker” – 3:29
12. „Dust In The RMX” – 3:10

## Twórcy
- Yuri Bianchi – śpiew
- Marta Innocenti – śpiew
- Alex Guadagnoli – gitara, śpiew, produkcja, miksowanie
- Andrea Zanetti – gitara basowa
- Marta Innocenti – perkusja
- Cris Dellapellegrina – perkusja
- Fabio de Pretis – inżynieria dźwięku